# Henry Vandyke Carter
Henry Vandyke Carter (Hull, 22 maggio 1831 – Scarborough, 4 maggio 1897) è stato un medico, anatomista e illustratore inglese.

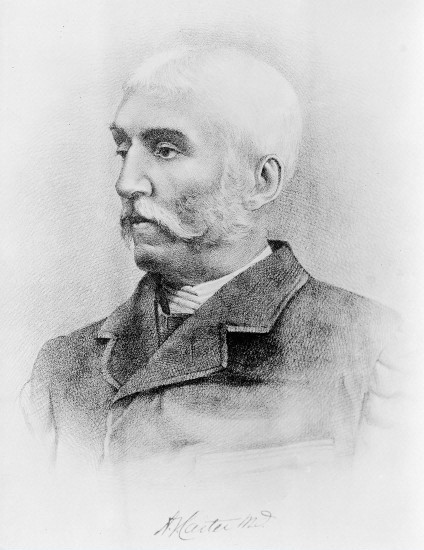
Henry Vandyke Carter

Studiò alla Grammar School di Hull, poi si trasferì a Londra per studiare medicina al St George's Hospital. Dal giugno 1853 studiò anatomia comparata al Royal College of Surgeons di Londra.
Nel 1855 gli fu proposto da Henry Gray di collaborare con lui alla stesura dell'opera Gray's Anatomy. Carter, oltre che un ottimo conoscitore dell'anatomia, era un valente disegnatore, perciò si dedicò quasi esclusivamente alle illustrazioni.

## Infanzia e famiglia
Henry Vandyke Carter nacque nella Provincia di Hull ma, subito dopo, nello stesso anno (1831), i suoi genitori si trasferirono a Scarborough, dove lui crebbe. Il padre, Henry Barlow Carter era un'artista (come sarà in futuro il figlio), amante dei paesaggi marini e scelse il nome “Wandyke” in onore dell'artista fiammingo Sir Anthony Van Dyck. Le informazioni sulla vita privata di Carter sono note in buona parte, grazie al diario che sua nonna gli regalò all'età di 14 anni e che egli custodì gelosamente per tutta la vita. La sua famiglia, inoltre, era molto religiosa (di stampo protestante ma non anglicano) e, pertanto, Carter tenne il diario come una sorta di taccuino spirituale.

## Formazione e primi studi
Carter studiò alla Grammar School di Hull e, in seguito, per motivi economici abbandonò gli studi medici veri e propri e si dedicò alla farmacia – chirurgia (attività allora praticamente complementari). Tuttavia nel 1848 Carter espresse ai genitori il suo disagio verso l'ambiente sociale e accademico in cui si trovava, così venne trasferito a Londra, sotto la guida del chirurgo John Sawyer e seguendo, nel frattempo, (e con risultati eccellenti) anche i corsi di medicina alla St George's Mediacal School dall'età di 17 anni.
Completati gli studi di base, Carter si concesse un viaggio a Parigi, che negli anni'50 del 1800 era una vera e propria Mecca della medicina, per approfondire i suoi studi e iniziare a pensare a quale specializzazione gli sarebbe piaciuto conseguire..
Tornato a Londra, Carter si scontrò con la dura realtà dell'avanzamento di carriera al St George's: malgrado il suo riconosciuto talento, tutti i posti erano già stati assegnati e senza una raccomandazione (che lui non aveva e che, anzi, ripudiava in virtù della sua incorruttibile tempra morale) essa non sarebbe mai potuta decollare realmente.

## La carriera di Carter e la conoscenza di Gray

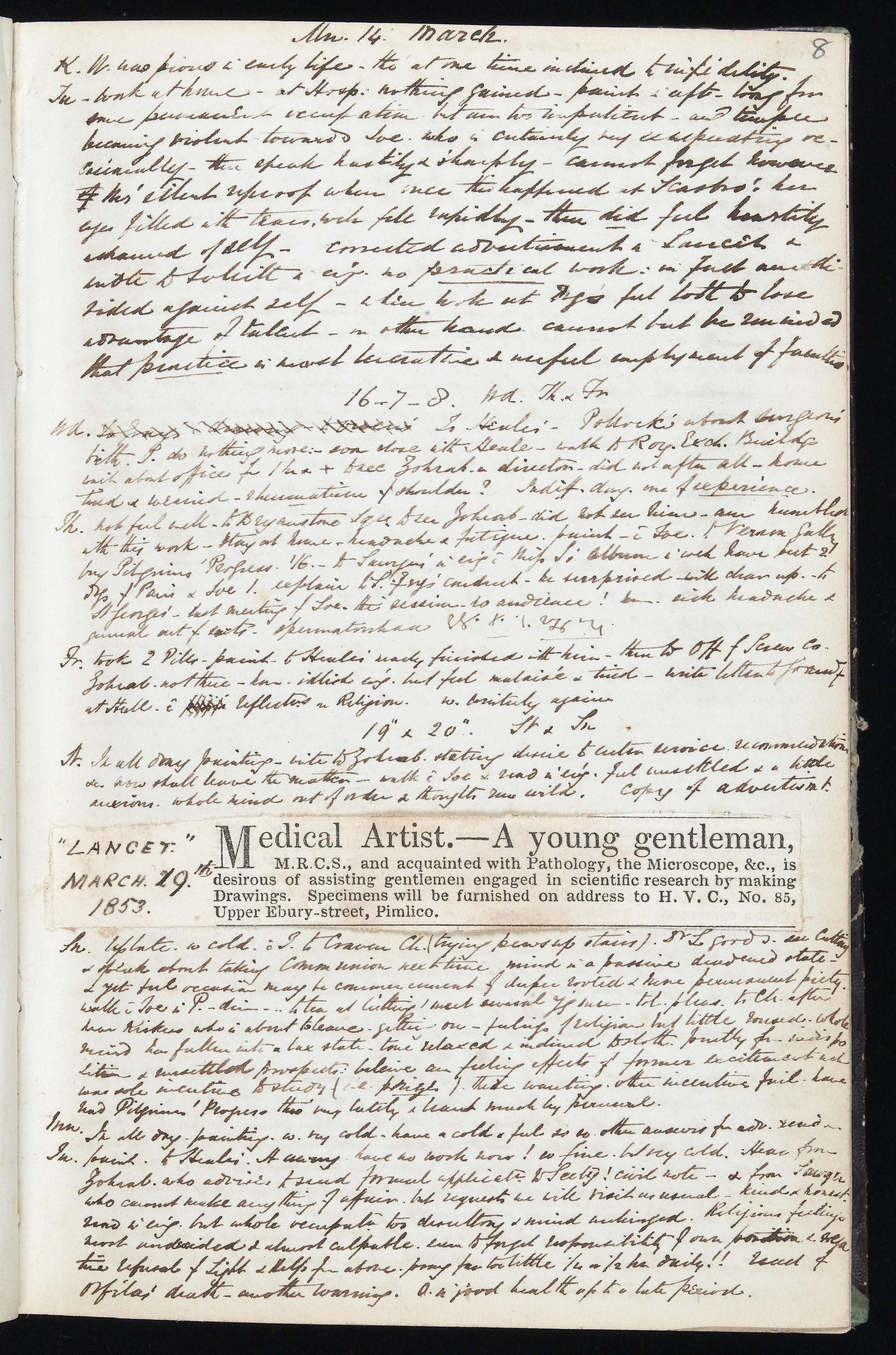
Inserto pubblicato sul "The Lancet"

In attesa dell'inizio di un concorso, bandito dal Royal College of Surgeons nel giugno 1853 (che avrebbe fruttato al vincitore un piccolo salario annuo di 100 sterline per due anni) Carter sacrificò parte del suo budget già esiguo per un inserto sul giornale medico The Lancet, nel quale metteva a disposizione di giovani ricercatori di ambito medico le sue qualità di artista e disegnatore.
La vittoria del concorso gli consentì di progredire serenamente coi suoi studi fino alla data di termine del salario, nel 1855. Lo stesso anno gli fu commissionata una grande quantità di disegni per la Medical School del St George's e lavorò anche per John Queckett, primo massimo esperto di microscopia, e per Richard Owen, uno dei migliori anatomisti dell'epoca vittoriana. Tuttavia le condizioni di lavoro e sostentamento al Royal College erano difficili per Carter a causa del misero stipendio riconosciutogli da Queckett ed Owen, che successivamente riuscì a rinegoziare, e della terribile abitazione in cui viveva, uno stanzino situato nell'attico del museo attiguo al Royal College. Inoltre il lavoro di disegnatore gli assorbiva troppo tempo: nel novembre 1853, fallì l'esame per conseguire il suo “University of London Bachelor in Medicine”, che riuscì a superare (con lode) solo nel dicembre dell'anno seguente. Intanto cresceva in Carter l'idea di dedicarsi pienamente alla ricerca e alla microscopia.
Tornato a Londra, venne avvicinato dal collega e professore di anatomia Henry Gray con una proposta: illustrare completamente un nuovo manuale di anatomia per studenti, da lui stesso ideato.

## Collaborazioni con Gray e stesura del Gray's Anatomy

### Il primo progetto
Il primo incontro tra i due autori del Gray’s Anatomy probabilmente avvenne intorno al 1850, quando si trovarono a lavorare insieme al St George's School of Medicine, dove, in seguito, iniziarono una collaborazione. Nell'estate del 1850 (quando i due iniziarono a lavorare insieme ad un saggio sulla milza, dal titolo “On the structure and Use of the Spleen”) Carter descriveva sul suo diario il collega come uno snob. Tuttavia, nel tempo, emersero le somiglianze tra i due, soprattutto riguardo alla passione e alla serietà con cui entrambi si dedicavano alla medicina, che contribuì ad avvicinare Carter a Gray. La prima occasione di contrasto, però, si presentò proprio riguardo al pagamento che Carter ricevette da quest'ultimo per i suoi disegni, essendo molto bisognoso di denaro, e che egli giudicò inadeguata per l'impegno profusovi.

### La proposta di Gray e la decisione di Carter

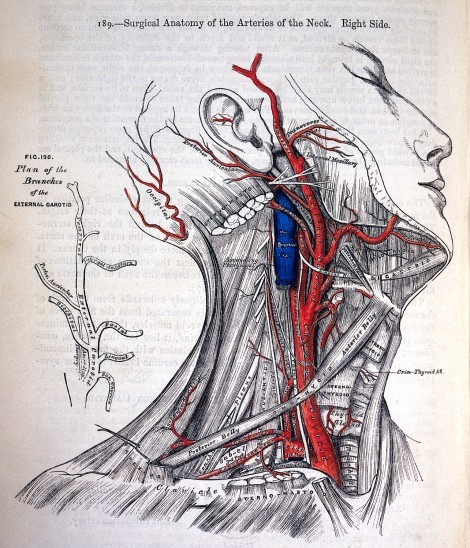
Illustrazione delle grandi arterie e vene del collo; Henry Vandyke Carter

Intorno al 1855, si profilò a Carter la possibilità di collaborare con Gray alla stesura di un manuale di anatomia per studenti universitari, dal titolo provvisorio Gray's Anatomy. Il 25 novembre, egli riporta sul suo diario un'interessante nota :
(Henry Vandyke Carter)
(Henry Vandyke Carter)
Carter aveva, infatti, molti dubbi sull'intraprendere il progetto. Innanzitutto il Bachelor in Medicine non gli permetteva di acquisire il rango di Dottore, in grado di visitare, prescrivere farmaci ed eseguire operazioni. Se non avesse conseguito il Doctorate in Medicine sarebbe rimasto assistente farmacista, e l'aver già fallito l'anno precedente lo aveva motivato a riprovare con più serietà (anche in virtù delle sue necessità economiche). In secondo luogo, Carter era risentito dal comportamento di Gray riguardo alle illustrazioni da lui eseguite per il saggio “On the structure and Use of the Spleen”: la carriera di Gray, ormai membro della Royal Society, era stata molto favorita dalle illustrazioni di Carter, per le quali egli non aveva ricevuto nemmeno una menzione. Tutto ciò lo aveva reso molto riluttante sulla proposta.
Infine, Carter aveva quasi completato i disegni richiestigli da Gray per conto della Medical School, ma non era stato ancora pagato. Nel suo diario, esprime lo stress cui il già pesante carico di lavoro per il dottorato e i disegni commissionatigli lo sottoponevano :
(Henry Vandyke Carter)
(Henry Vandyke Carter)
Arrivati al dicembre 1855, l'estremo bisogno di entrate economiche prevalse sul dubbio di onestà riguardo Gray il quale, conoscendo le condizioni del collega, gli promise uno stipendio mensile di 10 sterline, con il quale sarebbe sicuramente riuscito a coprire le spese fino al dottorato. L'8 gennaio 1856, Carter e Gray erano giunti a un accordo verbale. La collaborazione stava funzionando, i due lavoravano in maniera ottimale, continuando fino al Natale 1857 senza intoppi. 
In dicembre, Carter ottenne finalmente il dottorato in medicina, nonché la nomina per il posto di “curatorship of pathology”, sulla cui accettazione egli nutriva molte riserve per i suoi già numerosi impegni e che, dopo una lunga riflessione, si vide costretto a rifiutare..

### Prima edizione e polemica sul titolo

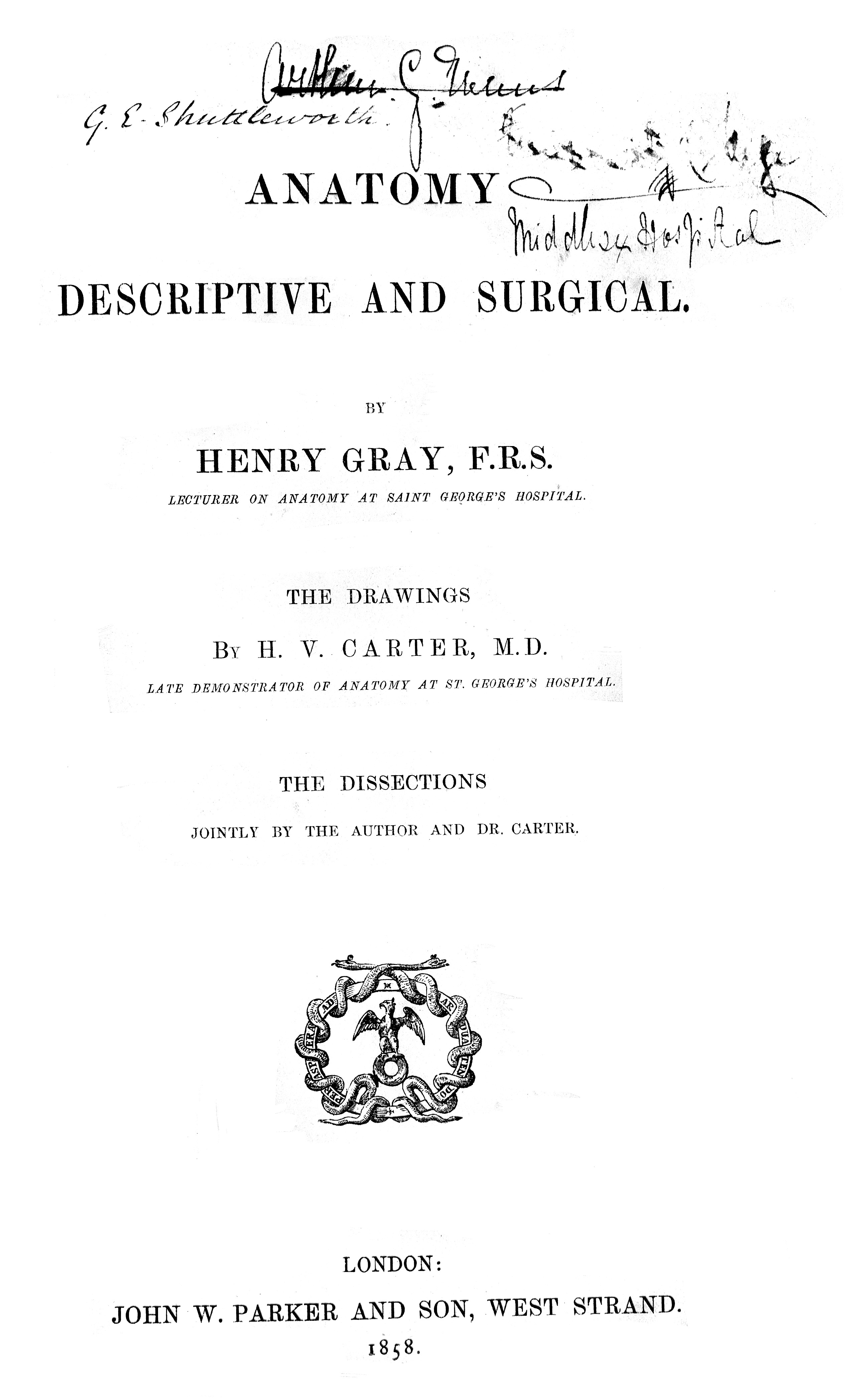
Bozza della copertina della prima edizione del Gray's Anatomy

Nel gennaio 1858, mentre si stava ultimando, con le ultime correzioni, il Gray's Anatomy, Carter superò l'esame per prestare servizio medico in India, dove soggiornò dal 23 marzo seguente.
La prima versione del Gray's Anatomy, realizzata dagli editori (i Parker), presentava i nomi di Gray e Carter in caratteri di uguali dimensioni, seguiti da una didascalia più in piccolo con i titoli di ciascuno. A ciò Gray si oppose fortemente: approfittando dell'assenza del collega, pretese che il nome del suo illustratore fosse scritto in caratteri più piccoli e senza i titoli che Carter aveva conseguito. Gli editori, però, non lo estromisero dal lavoro, ritenendo il suo contributo fondamentale, come si nota dalla didascalia presente nell'introduzione alla prima edizione:
(Gray's Anatomy,Descriptive and Surgical, introduzione alla prima edizione ad opera di Parker Sr e Jr)
(Gray's Anatomy,Descriptive and Surgical, introduzione alla prima edizione ad opera di Parker Sr e Jr)
Nella copertina finale, inoltre, era stato raggiunto un compromesso: la rimozione del titolo di Carter, ma il mantenimento di un carattere accettabile per il nome dell'illustratore.
La prima edizione del Gray's Anatomy viene pubblicata a Londra nel 1858 e a Philadelphia nel 1859, a cui ne segue una seconda nel 1860.

## Soggiorno in India, ultimi anni e morte
Nel frattempo Carter si era trasferito in India e si era sposato con una donna di nome Harriet Bushell, solo per poi scoprire che il suo vero nome era Amelia Adams, precedentemente sposata e il cui primo matrimonio era stato annullato a causa dell'adulterio di lei. Carter non poteva legalmente ottenere l'annullamento del matrimonio in quanto ciò avrebbe comportato la perdita della legittimità della figlia, Eliza Lily, nata nel settembre 1860. Tuttavia egli non rivide più la moglie, ed uscì distrutto da un'esperienza che divenne presto di dominio pubblico in tutta Bombay.
Carter rimase impiegato all’Indian Medical Service a Bombay per il resto della sua carriera, godendosi con soddisfazione la fortuna del suo libro. Fu insignito dei titoli di“Principal of grant medical college” e “First Physician at JJ Hospital”, e si occupò di ricerche mediche riguardo alle malattie infettive più diffuse negli strati poveri della popolazione indiana, essendo il primo ricercatore in tutto il subcontinente indiano a confermare la presenza endemica di malattie quali la tubercolosi, (solo nel 1892, Robert Koch sarà in grado di scoprirne l'agente patogeno, il " bacillo di Koch") e la malaria.
Dopo trent'anni in India (1858-1888) Carter fece ritorno in Inghilterra per sistemarsi di fianco alla sorella Lily e alla famiglia a Sarborough. Si sposò con Ellen Robinson nel 1890, con cui ebbe due bambini prima di morire egli stesso di tubercolosi, nel 1897, all'età di 65 anni. Lui e sua moglie sono seppelliti insieme nel cimitero di Scarborough. Una targa commemorativa a Belgrave Square onora il suo lavoro di medico ed illustratore.